# گراهام واتسون
گراهام واتسون (انگلیسی: Graham Watson؛ زادهٔ ۲۳ مارس ۱۹۵۶) یک سیاست‌مدار اهل بریتانیا است.